# S/mileage / ANGERME SELECTION ALBUM「大器晩成」
『S/mileage / ANGERME SELECTION ALBUM「大器晩成」』（スマイレージ アンジュルムセレクションアルバムたいきばんせい）は、スマイレージがアンジュルムに改称後、旧スマイレージ時代を含めたこれまでの楽曲の中からセレクトしたベストアルバム。2015年11月25日にアップフロントワークス（hachamaレーベル）から発売された。

## 概要
3期メンバー（室田瑞希、相川茉穂、佐々木莉佳子）初参加アルバム。9人体制でのアルバムだが、旧スマイレージ名義の楽曲も含まれる。また、福田花音、田村芽実、相川茉穂は本作が参加ラストアルバムとなった。

## 収録曲
※ ☆印が付与された楽曲は旧スマイレージ名義。また、★印が付与された楽曲はボーナストラックとして収録。

### 初回生産限定盤A（CDアルバム）
1. 大器晩成
作詞・作曲：中島卓偉、編曲：鈴木俊介
2. 乙女の逆襲
作詞：児玉雨子、作曲：川辺ヒロシ/上田禎、編曲：CMJK
3. 七転び八起き
作詞：三浦徳子、作曲：星部ショウ、編曲：山田祐輔/平田祥一郎
4. 魔法使いサリー
作詞：山本清、作曲：小林亜星、編曲：中村佳紀
5. ぁまのじゃく☆
作詞・作曲：つんく、編曲：藤澤慶昌
6. 私の心☆
作詞・作曲：つんく、Rap詞：U.M.E.D.Y.、編曲：大久保薫
7. ヤッタルチャン☆
作詞・作曲：つんく、編曲：大久保薫
8. 臥薪嘗胆
作詞：gridoor、作曲：星部ショウ、編曲：板垣祐介、ブラスアレンジ：竹上良成
9. サンキュ!クレームブリュレの友情☆
作詞：亜伊林、作曲：つんく、編曲：高橋諭一
10. 自転車チリリン☆
作詞・作曲：つんく、編曲：藤澤慶昌
11. 地球は今日も愛を育む☆
作詞・作曲：つんく、編曲：MEG.ME
12. 夕暮れ 恋の時間☆
作詞・作曲：つんく、編曲：板垣祐介
13. 私、ちょいとカワイイ裏番長☆
作詞・作曲：つんく、編曲：板垣祐介
14. 涙は蝶に変わる★
作詞：井筒日美、作曲：川辺ヒロシ/上田禎、編曲：久下真音
15. カクゴして!★
作詞・作曲：THE☆FUNKS、編曲：DANCE☆MAN

### 初回生産限定盤A（特典BDメンバーセレクト映像集）
1. オープニング
2. 竹内朱莉
3. 竹内朱莉 好きなMUSIC VIDEO タチアガール☆
作詞・作曲：つんく、編曲：平田祥一郎
4. 竹内朱莉　好きなライブ映像 ○○ がんばらなくてもええねんで!!（スマイレージ LIVE 2014夏　FULL CHARGE～715 日本武道館～）
作詞・作曲：つんく、編曲：高橋諭一
5. 室田瑞希
6. 室田瑞希 好きなMUSIC VIDEO 好きよ、純情反抗期。☆
作詞・作曲：つんく、編曲：大久保薫
7. 室田瑞希　好きなライブ映像 大器晩成（アンジュルムSTARTING LIVE TOUR SPECIAL　@日本武道館『大器晩成』）
8. 中西香菜
9. 中西香菜 好きなMUSIC VIDEO ○○ がんばらなくてもええねんで!!☆
10. 中西香菜 好きなライブ映像 ○○ がんばらなくてもええねんで!!☆（スマイレージコンサートツアー2011秋～逆襲の超ミニスカート～）
11. 相川茉穂
12. 相川茉穂 好きなMUSIC VIDEO プリーズ ミニスカ ポストウーマン!☆
作詞・作曲：つんく、編曲：大久保薫
13. 相川茉穂 好きなライブ映像 私の心☆（スマイレージ LIVE 2014夏　FULL CHARGE～715 日本武道館～）
14. 勝田里奈
15. 勝田里奈 好きなMUSIC VIDEO 有頂天LOVE☆
作詞・作曲：つんく、編曲：大久保薫
16. 勝田里奈 好きなライブ映像 踊ろうよ☆（スマイレージコンサートツアー2011秋～逆襲の超ミニスカート～）
作詞・作曲：つんく、Rap詞：U.M.E.D.Y.、編曲: 藤澤慶昌
17. 佐々木莉佳子
18. 佐々木莉佳子 好きなMUSIC VIDEO ヤッタルチャン☆
19. 佐々木莉佳子 好きなライブ映像 私、ちょいとカワイイ裏番長☆（スマイレージ ライブツアー2012秋 ～ちょいカワ番長～）
作詞・作曲：つんく、編曲：板垣祐介
20. 田村芽実
21. 田村芽実 好きなMUSIC VIDEO 魔法使いサリー
22. 田村芽実 好きなライブ映像 スキちゃん☆（スマイレージ LIVE 2014夏　FULL CHARGE～715 日本武道館～）
23. 福田花音
24. 福田花音 好きなMUSIC VIDEO スキちゃん☆
作詞・作曲：つんく、編曲：板垣祐介
25. 福田花音 好きなライブ映像 私の心☆（アンジュルムSTARTING LIVE TOUR SPECIAL　@日本武道館『大器晩成』）
26. 和田彩花
27. 和田彩花 好きなMUSIC VIDEO ぁまのじゃく☆
28. 和田彩花 好きなライブ映像 ぁまのじゃく☆（スマイレージ LIVE 2014夏　FULL CHARGE～715 日本武道館～）
29. エンディング

### 初回生産限定盤B（CDアルバム）
1. 大器晩成
2. 乙女の逆襲
3. 七転び八起き
4. 魔法使いサリー
5. ぁまのじゃく☆
6. 私の心☆
7. ヤッタルチャン☆
8. 臥薪嘗胆
9. サンキュ!クレームブリュレの友情☆
10. 自転車チリリン☆
11. 地球は今日も愛を育む☆
12. 夕暮れ 恋の時間☆
13. 私、ちょいとカワイイ裏番長☆
14. マリオネット37℃★
作詞：児玉雨子、作曲：星部ショウ、編曲：CMJK
15. 汗かいてカルナバル★
作詞：イイジマケン、作曲：炭竃智弘、編曲：浜田ピエール裕介

### 初回生産限定盤B（特典DVDアンジュルム スターティング・ライブツアー2015春）
1. オープニング
2. 大器晩成
3. 乙女の逆襲
4. MC1
5. 好きよ、純情反抗期。☆
6. 地球は今日も愛を育む☆
7. プリーズ ミニスカ ポストウーマン!☆
8. エイティーン エモーション☆
作詞・作曲：つんく、編曲：板垣祐介
9. 君は自転車 私は電車で帰宅☆
作詞・作曲：つんく、編曲：山崎淳
10. 私の心☆
11. MC2
12. 夕暮れ作戦会議
作詞・作曲：つんく
13. 乙女 パスタに感動☆
作詞・作曲：つんく、編曲：板垣祐介
14. 抱いてよ! PLEASE GO ON
作詞・作曲：つんく
15. MC3
16. 大人の途中☆
作詞・作曲：つんく、編曲：平田祥一郎
17. ええか!?☆
作詞・作曲：つんく、編曲：近藤圭一
18. ショートカット☆
作詞・作曲：つんく、編曲：平田祥一郎
19. チョトマテクダサイ!☆
作詞・作曲：つんく、編曲：平田祥一郎
20. 私、ちょいとカワイイ裏番長☆
21. 有頂天LOVE☆
22. 夢見る 15歳☆
作詞・作曲：つんく、編曲：平田祥一郎
23. ミステリーナイト!☆
作詞・作曲：つんく、編曲：平田祥一郎
24. MC4
25. スキちゃん☆
26. エンディング

以下、特典映像
1. 渡良瀬橋（昼公演）
作詞：森高千里、作曲：斉藤英夫
2. 愛の意味を教えて!（昼公演）
作詞・作曲：つんく、
3. 元気者で行こう!（昼公演）
作詞：三浦徳子、作曲：畠山俊昭
4. メイキング映像

### 通常盤（CDアルバム）
1. 大器晩成
2. 乙女の逆襲
3. 七転び八起き
4. 魔法使いサリー
5. ぁまのじゃく☆
6. 私の心☆
7. ヤッタルチャン☆
8. 臥薪嘗胆
9. サンキュ!クレームブリュレの友情☆
10. 自転車チリリン☆
11. 地球は今日も愛を育む☆
12. 夕暮れ 恋の時間☆
13. 私、ちょいとカワイイ裏番長☆
14. 交差点★
作詞：角田崇徳、作曲：小泉尊史、編曲：小西貴雄
15. 友よ★
作詞：児玉雨子、作曲：中島卓偉、編曲：鈴木俊介

## 参加メンバー
- 1期：和田彩花、前田憂佳、福田花音、小川紗季
- 2期：中西香菜、竹内朱莉、勝田里奈、田村芽実
- 3期：室田瑞希、相川茉穂、佐々木莉佳子

## 参加ミュージシャン
涙は蝶に変わる
- Programming：久下真音
- Gut Guitar：古川昌義
- E.Guitar：白鳥義一
- Chorus：和田彩花、中西香菜、竹内朱莉、勝田里奈、田村芽実、室田瑞希、佐々木莉佳子、船生浩美、たいせい
- Mix Engineer：脇坂了

カクゴして!
- Programming & Bass：DANCE☆MAN
- Guitar：JUMP MAN
- Keyboards：WATA-BOO
- Chorus：福田花音、中西香菜、竹内朱莉、勝田里奈、田村芽実、室田瑞希、DANCE☆MAN、たいせい
- Mix Engineer：木村正和

マリオネット37℃
- All Instruments：CMJK
- Chorus：福田花音、中西香菜、竹内朱莉、田村芽実、室田瑞希
- Mix Engineer：松井和美

汗かいてカルナバル
- Programming & Guitar：浜田ピエール裕介
- Chorus：福田花音、竹内朱莉、勝田里奈、田村芽実、室田瑞希、船生浩美、hasie
- Mix Engineer：脇坂了

交差点
- Programming：小西貴雄
- Guitar：朝井康生
- Chorus：船生浩美
- Mix Engineer：松井和美

友よ
- Programming & Guitar：鈴木俊介
- Drums：山内優
- Bass：遠藤"TABOKUN"龍弘
- Chorus：福田花音、中西香菜、竹内朱莉、田村芽実、室田瑞希
- Mix Engineer：脇坂了